# Skånegatan 18
Skånegatan 18, tidigare Vasa kommunala flickskola, är en byggnad på Skånegatan 18 i stadsdelen Heden i Göteborg. Huset ligger i kvarteret 37 som är namngett efter mineralet Heliotrop, på tomten nummer 5.
Byggnaden uppfördes som skolbyggnad år 1949 efter ritningar av Erik Ragndal. Den består av en byggnad i två våningar och är försedd med  ett valmat tegelklätt tak. En trappa leder upp till huvudentrén med en skulptur av Britta Nehrman. Entrébyggnaden övergår i en klassrumslänga som ursprungligen hade utgångar från alla klassrum direkt ut på skolgården.
Idag finns Bernadottegymnasiet i huset, tidigare även Munkebäcksgymnasiet (nedlagt 2018).

## Bilder

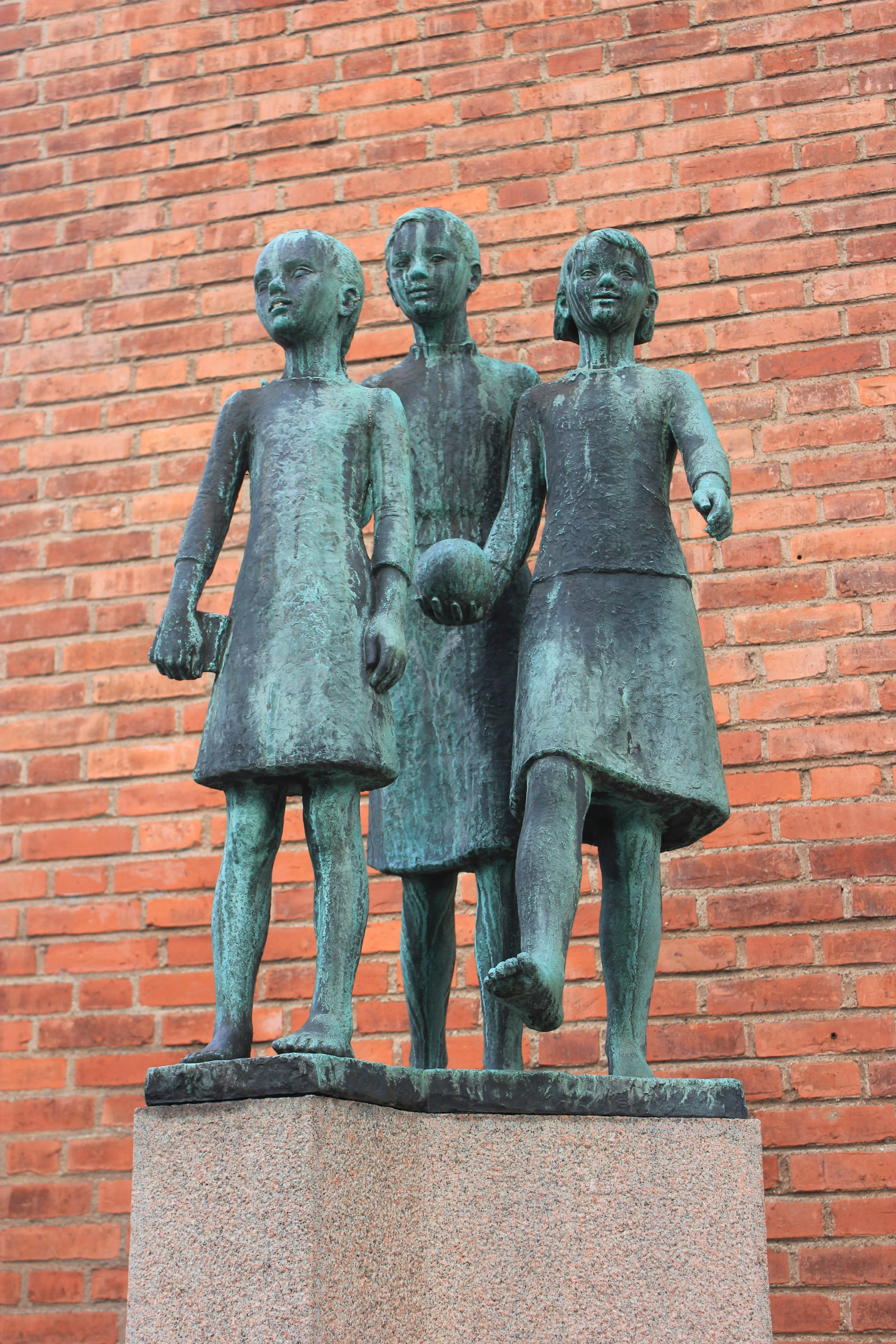
Skulpturen  Flickorna av Britta Nehrman.